# حريق برلمان جنوب إفريقيا 2022
حريق برلمان جنوب إفريقيا 2022 كان حريقًا كبيرًا في المجمع البرلماني في كيب تاون بجنوب إفريقيا.

## الحريق
في 2 يناير 2022 بعد الساعة 05:00 صباحًا مباشرة تم إخطار خدمات الإطفاء في مدينة كيب تاون بحريق في المجمع البرلماني. بدأ الحريق في الطابق الثالث من مبنى المجلس الوطني للأقاليم وامتد إلى المكاتب والصالة الرياضية، قبل أن ينتشر إلى مجلس النواب.
بحلول صباح اليوم التالي كان أفراد خدمات الإطفاء لا يزالون يخمدون النقاط الساخنة الصغيرة في المجمع. خلال فترة ما بعد ظهر يوم 3 يناير اندلع حريق مرة أخرى على سطح مبنى مجلس النواب.

## الدمار
دمر الحريق مبنى مجلس النواب الجديد بالكامل. تم تدمير المكاتب والصالة الرياضية في مبنى مجلس النواب القديم، وتعرضت بعض الطوابق لأضرار بسبب المياه والدخان.
على الرغم من الأضرار الجسيمة التي لحقت بالمباني المعقدة، ورد أن الأعمال الفنية والتراثية الهامة كانت سليمة. نظرًا للحريق والحرارة المستمرة ظل من غير المعروف ما إذا كانت جميع الأعمال قد سلمت.

## ما بعد الحريق

### المشتبه به
تم القبض على مشتبه به يبلغ من العمر 49 عامًا في 2 يناير من قبل وحدة الجرائم ذات الأولوية هوكس. يواجه المشتبه به حاليًا تهم الحرق العمد واقتحام المنازل والسرقة بموجب قانون النقاط الرئيسية الوطنية، ومن المقرر أن يمثل أمام المحكمة في 4 يناير. بعد مثول قصير أمام محكمة الصلح في كيب تاون تم حبس المشتبه به زانديل كريسماس مافي حتى 11 يناير، في انتظار طلب الإفراج عنه بكفالة وإجراء مزيد من التحقيق في ملابسات الحريق.

### التحقيق
ذكرت التقارير الأولية أن نظام الرش لم يعمل بشكل صحيح، لم يكن موظفو خدمات الحماية في الخدمة، ولم يتم مراقبة نظام الدوائر التلفزيونية المغلقة في الوقت الذي يسبق بدء الحريق.
في 6 يناير 2022 أصدرت مدينة كيب تاون تقريرًا أوليًا بناءً على الملاحظات من خدمات الإطفاء. وأكد هذا التقرير أن نظام صمامات رشاشات مجلس النواب لم تتم صيانته منذ عام 2017، وأنه كان مغلقا وقت اندلاع الحريق. ووجدت أيضًا أن الأبواب كانت مفتوحة مما ساعد على انتشار الحريق.